# Am Salzhaff
Am Salzhaff – gmina w Niemczech, w kraju związkowym Meklemburgia-Pomorze Przednie, w powiecie Rostock, wchodzi w skład Związku Gmin Neubukow-Salzhaff.